# Físic

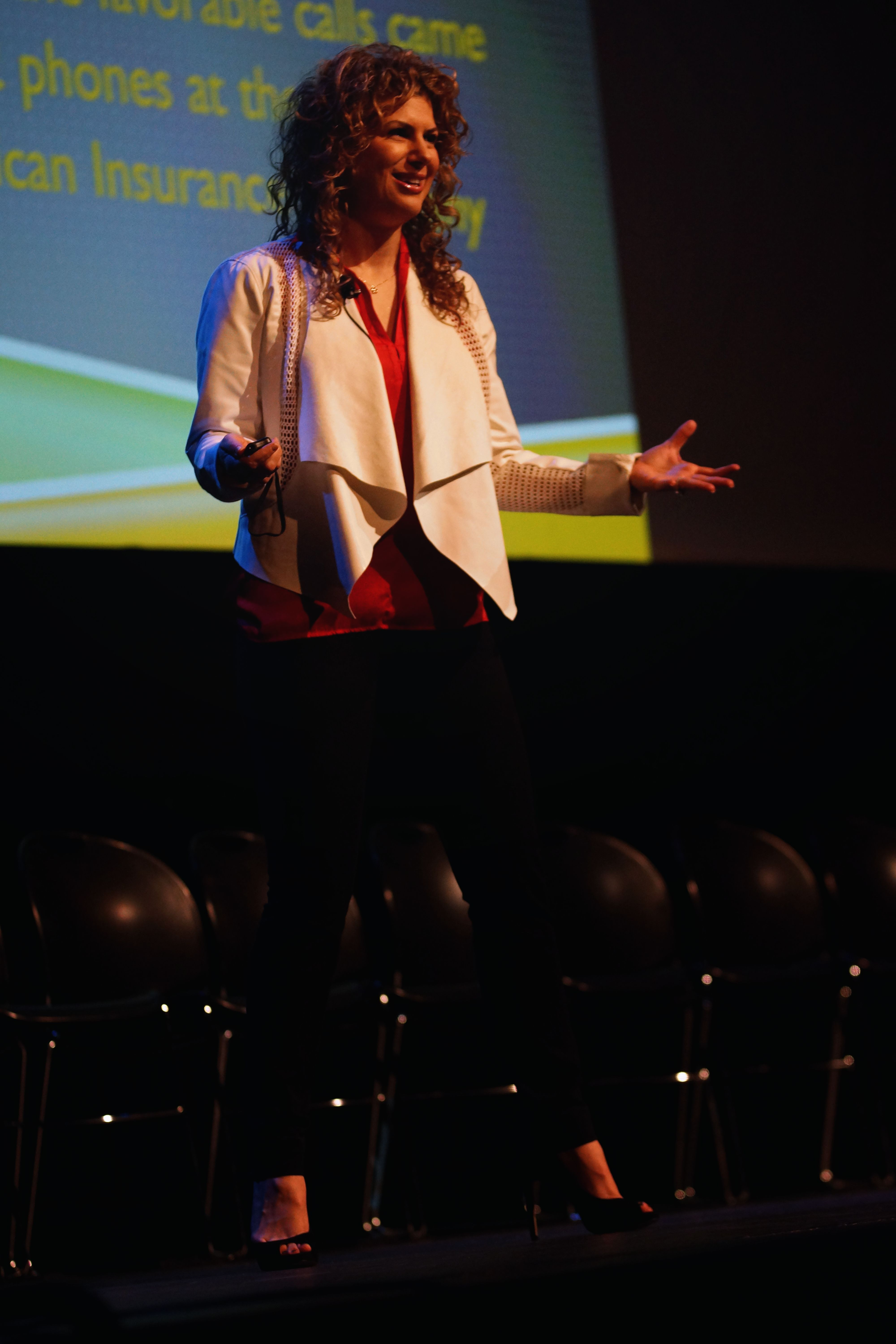
Una física en 2015

Físic és el nom comú que se'ls dona als científics que es dediquen a l'àrea de les ciències físiques. Aristòtil va escriure el primer tractat anomenat Física. Es pot considerar que el primer físic en estudiar les qüestions sobre el món material mitjançant la filosofia del mètode científic va ser Isaac Newton, però n'hi ha hagut molts altres físics al llarg de la història mundial, com per exemple Arquímedes. No estudien únicament la matèria sinó també l'energia.
Entre els segles xvii i xix al món occidental es considerava que una física era una persona que estudiava teòricament la física d'una manera que van inventar i van anomenar mètode científic, seguint la ideologia de la modernitat, un cientifisme darwinista fill del cristianisme que considerava els seus enunciats com "veritats", "absolutes" i "neutres", sense ideologia ni interessos, irresponsables, incontestables i sense alternatives. Per a ells, els científics en general, i en particular els físics, estaven desvinculats de la societat i de la tecnologia. La natura, seguint la Bíblia, era quelcom que "l'home" disposava per a ser "descobert" i utilitzat. L'enginyeria aplicava els "avanços" físics, de manera separada i també irresponsable, i la societat "progressava" sempre a millor, sense poder de decisió i assumint que tot era bo per a ella i, que si no era així, nous avenços ho arreglarien.
A partir del segle xx, especialment del desenvolupament de la bomba d'hidrogen, es considera que es trenquen fronteres i que existeix un "teixit sense costures" al qual la física, la tecnologia i la societat estan íntimament relacionades, i on les físiques treballen sempre al servei d'una ideologia i política -política econòmica, majoritàriament, al món capitalista (modernitat líquida)- determinada, sent responsables directes dels seus usos primaris i dels secundaris que en puguin aparéixen en qualsevol lloc i temps.

## Premis Nobel de Física

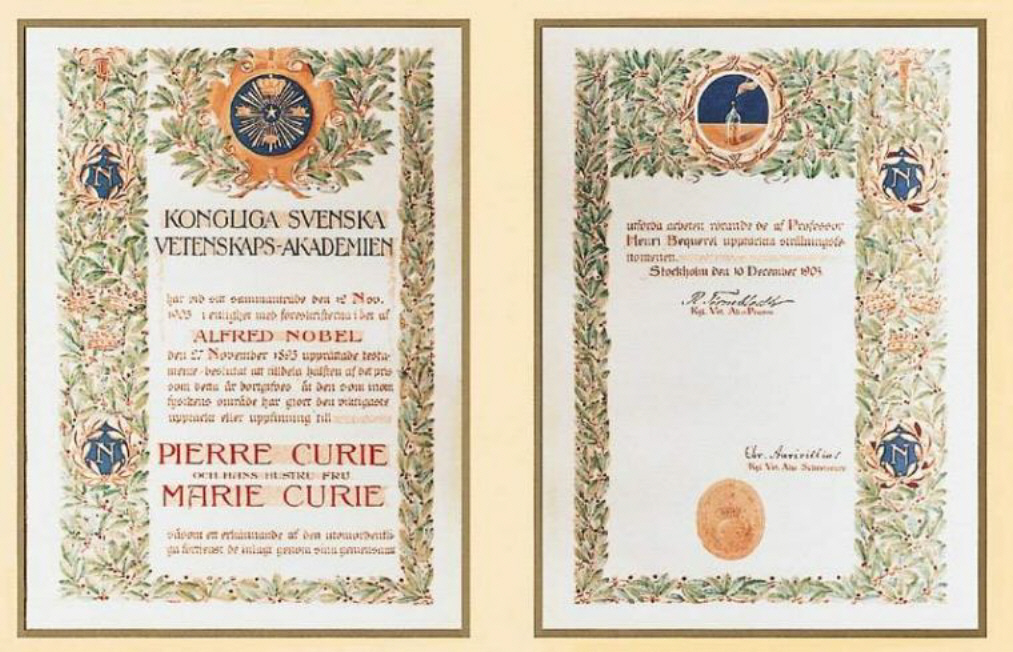
Diploma que acompanya el premi econòmic, l'any 1903

Alfred Nobel és conegut per inventar la dinamita i amassar una gran fortura, estimada en uns 179 milions d'euros, amb la seva empresa armamentística. Per a rentar la seva imatge, va disposar que a la seva mort es dediquessin els seus diners a donar anualment una sèrie de premis, en 2012 de 880.000 euros, a persones que treballen al camp de la física i de quatre disciplines més. Així, a partir de 1901, el rei de Noruega atorga aquests premis, segons criteris científics i de marketing monàrquic i de l'entitat de ciències naturals i matemàtiques Reial Acadèmia Sueca de Ciències, que crea així una llista de guardonats amb el Premi Nobel de Física. A Espanya, en 1981, la Casa Reial espanyola va crear uns premis similars, on els físics poden participar en la categoria Investigació Científica i Tècnica.